# Río Orbieu
El río Orbieu –en idioma occitano Orbion- es un río de Francia, afluente por la derecha del río Aude, en el cual desemboca en Raissac-d’Aude, a 20 m sobre en nivel del mar. Nace cerca de Fourtou, en los Corbières, macizo que atraviesa de sur a norte. Su longitud es de 84,3 km.
Su recorrido queda incluido en el departamento de Aude. No hay grandes poblaciones en su curso, destacando Lézignan-Corbières, por cuyo término pasa, aunque no por su casco urbano.
Hasta Fabrezan su curso discurre entre montañas, y a partir de allí discurre por la llanura del Aude. Su régimen es pluvial meridional, experimentando desbordamientos en 2005. Entre su fauna se encuentra el barbo meridional (Barbus meridionalis) y el desmán de los Pirineos (Galemys pyrenaicus).